# Cláudio Luís Assunção de Freitas
Cláudio Luís Assunção de Freitas (* 31. März 1972 in São Paulo) ist ein ehemaliger brasilianischer Fußballspieler.

## Karriere
Cláudio begann seine Karriere 1993 beim Erstligisten União São João EC. 1995 wechselte er zu CR Flamengo und 1996 zu SE Palmeiras. 1996 erreichte er das Finale des Copa do Brasil. 1997 wechselte er zum japanischen Erstligisten Bellmare Hiratsuka. Für Bellmare bestritt er 65 Erstligaspiele und schoss dabei 13 Tore. 1999 kehrte er nach Brasilien zurück. Hier spielte er bis 2000 für FC Santos. Danach spielte er bei Etti Jundiaí, Cerezo Osaka (Japan) und América FC (SP). Ende 2002 beendete er seine Karriere als Fußballspieler.